# Фицрой, Шарлотта
Шарлотта Ли, графиня Личфилд  (англ. Charlotte Lee, Countess of Lichfield; 5 сентября 1664 — 17 февраля 1718, Лондон) — английская аристократка, после замужества графиня Личфилд; незаконнорожденная дочь короля Карла II от его любовницы Барбары Вильерс.

## Биография

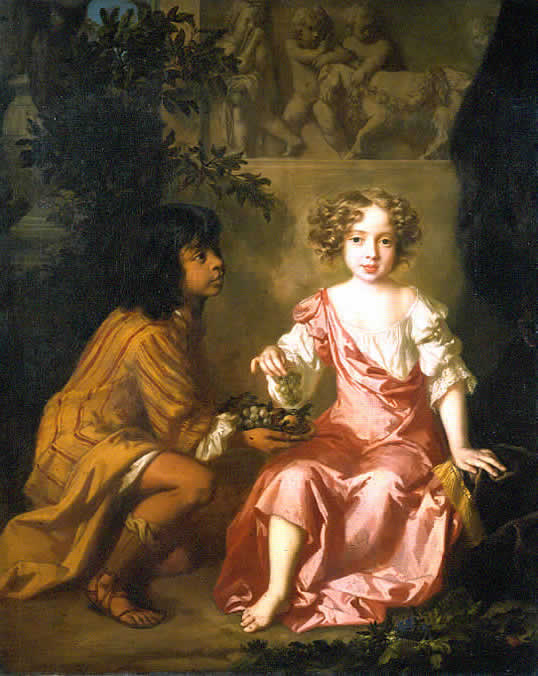
Шарлотта Фицрой в детстве. Портрет кисти Питера Лили

Шарлотта Фицрой была четвёртым незаконнорожденным ребёнком (и второй дочерью) короля Карла II от его любовницы Барбары Вильерс. После рождения ей как и её братьям была присвоена фамилия Фицрой (Fitzroy), что означало «дитя короля», поскольку была признана королём в качестве дочери.

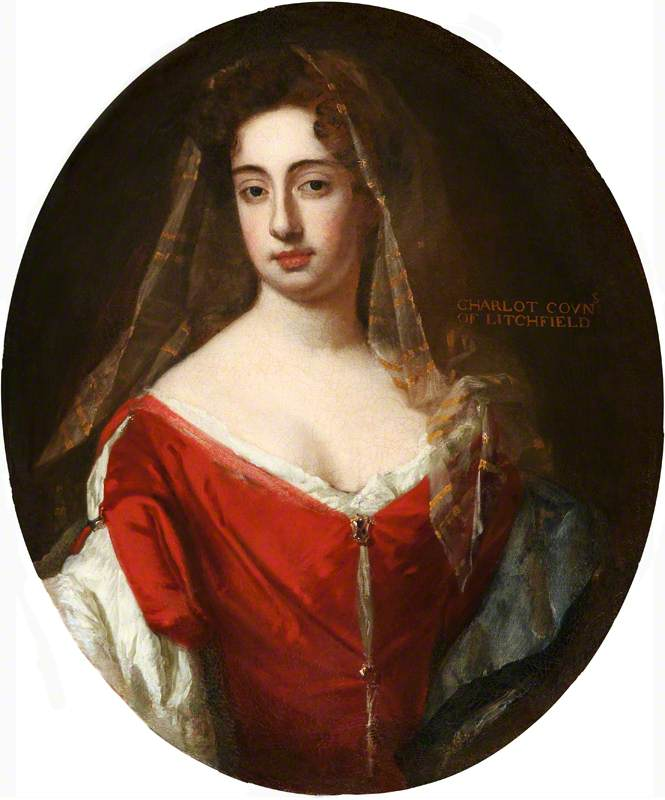
Шарлотта Ли, графиня Личфилд. Портрет кисти Готфрида Кнеллера

16 мая 1674 года Шарлотта в возрасте 9 лет была помолвлена с 11-летним Эдвардом Ли (1663—1716), 1-м графом Личфилда (1674—1716). Свадьба состоялась 6 февраля 1677 года, когда ей было 13 лет, а жениху 14 лет. В честь свадьбы невеста получила приданое 18000 фунтов стерлингов, а её мужу была назначена пенсия в 2000 фунтов стерлингов год.
Супруги в браке прожили 39 лет и имели 18 детей, из которых 11 дожили до совершеннолетия:
- Шарлотта Ли, леди Балтимор[англ.] (13 марта 1678 — 22 января 1721) — 1-й муж: Бенедикт Калверт, 4-й барон Балтимор (21 марта 1679 — 16 апреля 1715), у пары было 8 детей; 2-й муж: Кристофер Кроу[англ.] (ок. 1681 — 9 ноября 1749), у пары было 5 детей;
- Эдвард Генри Ли, виконт Куарендон (6 июня 1681 — 21 октября 1713);
- Дост. Капитан Джеймс Ли (13 ноября 1681—1711);
- Леди Анна Ли (29 июня 1686 — ум. после 1716), была замужем за мистером Морганом;
- Джордж Генри Ли[англ.] (12 марта 1690 — 15 февраля 1743), 2-й граф Личфилд (1716—1742);
- Дост. Фрэнсис Генри Фицрой Ли (10 сентября 1692—1730);
- Леди Элизабет Ли (26 мая 1693 — 29 января 1741) — 1-й муж : Фрэнсис Ли, у пары было 3 детей; 2-муж: поэт Эдуард Юнг (1683 — 5 апреля 1745), у пары был один сын;
- Леди Барбара Ли (3 марта 1695 — ум. после 1729), была замужем за сэром Джорджем Брауном, 3-м баронетом Киддингтона;
- Леди Мэри Изабелла Ли (6 сентября 1697 — 28 декабря 1697);
- Фицрой Генри Ли (2 января 1699 — 14 апреля 1750) ― губернатор Ньюфаундленда (1735—1737); вице-адмирал Военно-морского флота (1748);
- Роберт Ли[англ.] (3 июля 1706 — 4 ноября 1776), 4-й граф Личфилд (1772—1776);

Скончалась 17 февраля 1718 года в возрасте 53 лет, пережив мужа на два года.